# Histoire postale

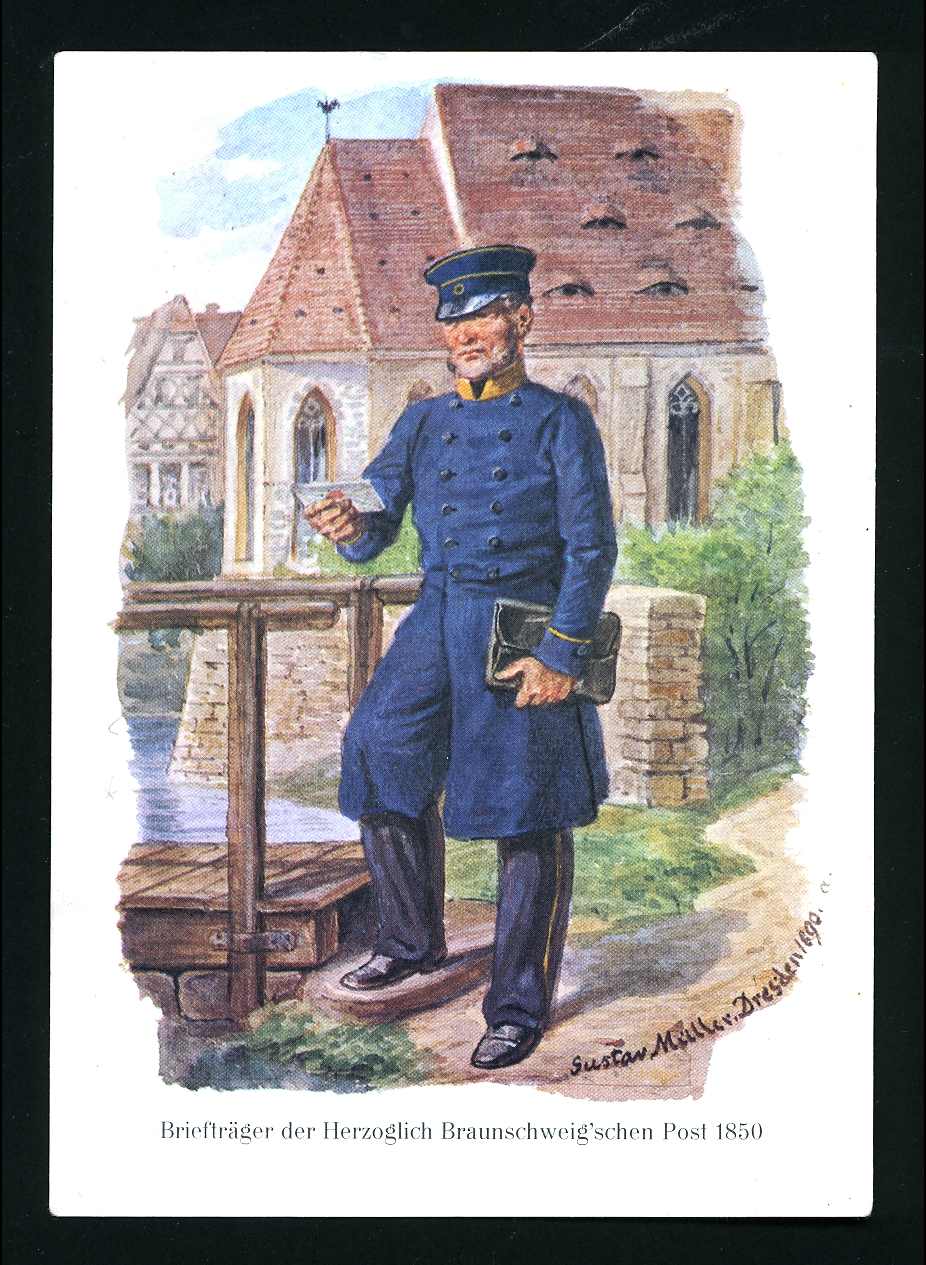
Un facteur allemand vers 1850

Le terme « Histoire postale » désigne la collection des documents postaux reflétant directement les événements historiques sous l’empire desquels, ceux-ci ont vu le jour.
Cette dénomination utilisée dans les expositions philatéliques compétitives est donc en réalité inexacte, puisque le champ de l'Histoire postale, en tant que collection, couvre toute l’histoire, et non pas seulement celle de la poste. Mais comme elle est consacrée par l’usage, force est de s’y référer.
Quant à l'Histoire de la poste proprement dite, qui est une partie essentielle de l'histoire postale, elle ne se borne pas à une collection commentée de plis transportés. Elle consiste en la recherche et l'étude (avec ou sans collection) des témoignages de toutes sortes relatifs à l'évolution de ce service public au cours de la période étudiée (cf., par exemple Réforme postale).
Pour en revenir à l'histoire postale-collection, il faut cependant souligner qu’elle suppose de la part du spécialiste un minimum de connaissance des événements ayant environné et provoqué la naissance des documents postaux collectionnés. Par exemple, il faut savoir, si l’on s’occupe de l’affranchissement des journaux, que les timbres de journaux français n’ont pas été créés sous la seule préoccupation des nécessités postales, mais aussi pour handicaper la presse d’opposition censée disposer de moins de ressources que la presse gouvernementale. Alors seulement, il est possible de comprendre pourquoi, à la chute de l’Empire, en 1870, le gouvernement de Défense nationale a immédiatement supprimé la taxe sur les journaux et les timbres servant à la recouvrer.

## Les origines de l’Histoire postale
Les premiers philatélistes se limitaient à la recherche et à l’étude des timbres mobiles. Toutefois en Europe, à la fin du XIXe siècle, certains collectionneurs ont commencé à y ajouter les oblitérations. Mais il s’agissait d’abord d’une collection d’oblitérations sur timbres détachés soigneusement décollées des lettres. Ces oblitérations n’étaient alors que l’accessoire des timbres. Par la suite, l’oblitération prenant plus d’importance que les timbres, aux yeux de certains collectionneurs, ceux-ci les ont extraits des lettres sous forme de fragments, et préservé ainsi l’intégralité de chaque oblitération. Puis les cachets ont été collectionnés sur lettre entière. Enfin on a adjoint à la collection des cachets d’oblitération celle des marques postales qui remontaient beaucoup plus loin dans le temps.

## Les diverses composantes de l'Histoire postale

### La collection des oblitérations
- On peut faire remonter la collection des oblitérations en Europe (cf.Oblitération) à la guerre de 1870 : À la suite de celle-ci, les philatélistes français et allemands se sont avisés de collectionner, outre les lettres par ballon monté, les oblitérations militaires et civiles allemandes sur timbres d’Alsace-Lorraine ou sur timbres allemands introduits en Alsace-Lorraine.
- D’autre part, en France comme en Angleterre, les collectionneurs se sont mis à collectionner, d’abord sur timbres détachés, les numéros d’oblitération des « killers » britanniques, ou ceux des losanges de points et étoiles françaises, en y recherchant de préférence les numéros de leurs colonies ou de leurs bureaux à l’étranger.

En France la collection des oblitérations sur détachés ou fragments s’est perpétuée jusqu'aux années 1960, pour les émissions Cérès, Napoléon III ou Sage. Mais, depuis 1900, la collection sur détachés avait commencé à être concurrencée par la collection des oblitérations sur lettres, et même des lettres sans timbres, avec marques postales anciennes ou cachets militaires des expéditions coloniales. Il s'y est ajouté la collection des cachets en tous genre des guerres de 1914-18 et de 1939-45.
- Aux États-Unis, c'est la guerre de Sécession qui semble avoir été un élément moteur de l’histoire postale avec ses émissions locales recherchées sur lettres pour être authentifiées, et ses enveloppes de propagande. En outre le retrait des timbres des États confédérés (sudistes), et leur revente en feuilles neuves sur le marché philatélique avait incité les collectionneurs, à les préférer oblitérés, et si possible sur lettres.
- Parallèlement, la recherche des nombreux « killers » fantaisistes improvisés par les maîtres de poste américains, a également poussé les philatélistes, après les avoir d'abord collectionnés sur détachés, à les préférer sur lettres, de façon à les localiser et à les authentifier.

### La collection des marques postales
Les marques postales, tout comme les oblitérations normales, ont leur place dans les collections d’Histoire postale. Mais les marques et oblitérations de fortune improvisées au cours des périodes troublées ont évidemment la préférence des spécialistes.
Il faut y ajouter les cachets militaires correspondant à la période et au lieu examinés, ainsi qu’éventuellement les cachets et bandes de censures sur plis militaires ou civils.
La recherche des marques s'est développée davantage, lorsque celles-ci revêtaient le caractère de précurseurs thématiques.

### La collection des marques de censure postale
Les marques de censure constituent aussi un élément important de l'Histoire postale moderne.
Dès l'origine de la poste, en France comme en Angleterre, la censure a existé, mais elle s'est exercée de façon occulte, et donc sans marques, ce depuis le XVIe siècle jusqu'à la fin du règne de Napoléon III (cf. Cabinet noir).
La censure postale depuis lors a été rétablie dans certains cas, et notamment en temps de guerre, au nom de l'intérêt national, mais désormais de façon ouverte, d'où l'apparition des marques de censures.
- Ces marques consistent à la fois en des cachets de contrôle ou de saisie, ou(et) en des bandes de fermeture, et sont apposés sur les plis contrôlés par les commissions de censure postale.
- Les censeurs ont parfois pratiqué le décollage des timbres mobiles, en 1914-1918, puis en 1939-1945, pour détecter les éventuels messages secrets susceptibles de figurer sous les timbres.
- La prévention de ces types d'indiscrétion a parfois conduit à imposer l'obligation d'utiliser des entiers postaux, aux sujets ennemis, dans les territoires occupés.

D'où, en 1917-1918, les entiers spéciaux "Zivilarbeiter" pour les travailleurs français et belges requis par les Allemands dans les territoires envahis du nord de la France, et, en 1940-1943, les cartes spéciales "interzones" pour les civils français désireux de communiquer par courrier postal à travers la ligne de démarcation.
Les motivations des contrôles de censure ont pu être :
- militaires, en temps de guerre étrangère ou de guerre civile, et l'on distingue à cet égard les marques de contrôle du courrier civil, de celles visant à vérifier le courrier militaire, et de celle des camps de prisonniers de guerre.
- politiques, comme la censure des prisons ou des camps d'internement, ou la recherche dans le courrier d'informations sur le moral des populations civiles.
- économiques, comme la censure des trafics de devises.

Parmi les censures du temps de guerre, il faut signaler le cas original des "autocensures" pratiquées sur eux-mêmes, en 1917-1918, par les officiers américains, et mentionnées par eux-mêmes sur leurs enveloppes.
La sanction de ces contrôles peut avoir été :
- Le retard systématique du courrier, destiné à rendre inexploitables les indiscrétions éventuelles qu'il contenait ;
- le "caviardage" (c’est-à-dire la rature des lignes trop indiscrètes de certaines correspondances) ;
- La saisie des correspondances.

Bien entendu, il a aussi existé en tous temps des censures occultes, pratiquées sans l'apposition d'aucune marque, non seulement comme celles dénoncées dans ses lettres par la marquise de Sévigné, ou encore telles que celles parfois exercées en Russie dans les années 1980 sur les correspondances destinées à l'étranger, et qui se traduisaient par leur arrivée ouverte et parfois caviardées, chez les destinataires.

### La collection des timbres sur documents
- Certains timbres font corps par eux-mêmes avec l’histoire de la période considérée : ce sont par exemple les timbres d’occupation, de grève ou de libération, émis pour faire face à certaines situations troublées. Nombre d’entre eux n’ont pas été conservés sur lettres.

Ainsi les timbres d’occupation allemands surchargés en centimes, en 1917, pour l’emploi en France envahie sont difficiles à trouver sur lettres, de même que les grosses valeurs des émissions d'Hitler surchargées « Ukraine » ou « Ostland » en 1942, pour les immenses territoires russes occupés.
- Les timbres normaux d’un pays vainqueur utilisés temporairement dans un territoire conquis, ou dans un bureau à l’étranger, sont également intéressants sur lettre. Il en a été ainsi, par exemple, des timbres italiens utilisés sans surcharge à Menton en 1940 ou à Lliubliana en 1941, ou des timbres allemands oblitérés par la feldpost nazie en France ou en d'autres pays conquis, comme l’île anglo-normande de Jersey. De même que des timbres d’Italie oblitérés par la poste militaire de ce pays lors des campagnes d’Abyssinie ou d’Espagne.
- Les timbres de franchise militaire, qui ont échappé au décollage des philatélistes, sont recherchés eux aussi sur lettres, surtout avec oblitérations des colonies françaises, ou des vaisseaux qui y transportaient nos soldats.
- Les timbres normalement émis, mais qui ont été utilisés pendant si peu de temps qu’ils sont devenus rares sur lettre, par exemple les timbres de la « Lituanie centrale » de 1919, ou ceux de la « Russie Subcarpathique », en 1945, ou encore les émissions « Seebeck » d’Amérique latine du début du XXe siècle (cf. Nicholas Seebeck): Celles-ci qui étaient remplacées tous les ans, sont également devenues très recherchées sur lettres ayant circulé.
- Les timbres des postes privées, comme ceux des postes locales allemandes ou américaines, ou ceux de grève sont très recherchés sur lettres ayant effectivement circulé.
- Même les emplois de timbres irrégulièrement émis, par exemple ceux de certaines émissions de libération douteuses, sont devenus recherchés lorsqu’ils sont retrouvés sur des plis ayant circulé.

### La collection de certains emplois particuliers des timbres ordinaires
Même en période non troublée et dans des États importants, il est intéressant de rechercher :
- Les timbres ordinaires oblitérés à bord des bureaux ambulants maritimes ou sur certains plis ferroviaires.
- Les timbres-poste ou ceux de colis postaux, utilisés sur les bulletins d’expédition.
- Les premiers timbres de poste aérienne sur plis ayant effectivement volé, etc.
- Les plis reflétant l’emploi de certains tarifs rares.
- Les timbres de France, d’Angleterre, d’Italie, etc., surchargés ou non, oblitérés dans les bureaux à l’étranger.
- De même, les timbres coloniaux sur lettres non philatéliques, etc.

### La recherche sur l'histoire de la poste proprement dite

#### La reconstitution de divers aspects de l'histoire de la poste
Les documents postaux anciens comportent fréquemment, outre leurs marques de départ, toutes sortes d'autres cachets ou mentions manuscrites relatives à leur transport et à leur taxation.
Après avoir collectionnés ces plis sans toujours chercher à les comprendre, certains collectionneurs se sont avisés de les confronter avec les règlements en vigueur, à l'époque où ils avaient circulé, et se sont alors livrés à des recherches dans les archives postales qui leur étaient accessibles. Par la suite, d'autres plus méthodiques sont partis de la réglementation postale pour en rapprocher les plis qui pouvaient donner des exemples de l'application des différents aspects de cette réglementation.
Enfin des études de synthèse récentes ont été réalisées, dont certaines concernant l'histoire postale de la France et de ses relations internationales. Le principal auteur actuel en France de cette troisième catégorie d'ouvrages est Michèle Chauvet qui s'est illustrée en publiant depuis l'an 2000 une Introduction sur l'Histoire postale des origines à 1849 de France en deux volumes, suivie de lIntroduction à l'Histoire postale de 1848 à 1878 publiée en 2007, en collaboration avec Jean-François Brun et d'autres ouvrages substantiels sur les relations postales franco-anglaises, franco-suisses et franco-espagnoles.

#### La recherche des taxations aux tarifs postaux les moins communs
Sans atteindre de tels sommets, un type de collection récent a été développé par certains adeptes de l'histoire postale, celle dite des « tarifs », ou plus exactement des lettres affranchies sous l’empire de ces différents tarifs.

## Les affranchissements peu prisés en Histoire postale
Les philatélistes intéressés par ce qui était curieux ont souvent recherché, après 1900 :
- les plis avec oblitérations commémoratives,
- les plis exotiques,
- les affranchissements en série complètes sur lettres.

De même, les plis avec cachets « Premier Jour » ont eu, et ont toujours, de nombreux adeptes, dont la déception est souvent très sérieuse, lorsqu’ils cherchent à vendre leurs collections.
Or, tous ces plis faits pour, ou par, des philatélistes sont considérés aujourd’hui comme indésirables par les historiens postaux.
Ce point de vue, bien que justifié dans son principe, est parfois même appliqué de façon un peu rigoureuse. Ainsi, lorsque ces affranchissements de philatélistes, ont effectivement circulé et reflètent une situation historique particulièrement intéressante, ils méritent de ne pas être écartés. Il en est ainsi par exemple :
- Des affranchissements mixtes de Jersey sous occupation nazie, alors que les timbres allemands de leurs affranchissements auraient été suffisants pour permettre, à eux seuls l'acheminement de ces plis par la feldpost.
- Des grandes lettres recommandées couvertes de multiples timbres avec surcharges d’occupation, des nazis en Pologne, des Français libres au Fezzan, ou avec des surcharges de libération, comme celles des colonies françaises libres.
- De certains plis sur-affranchis des timbres provisoires de la guerre d’indépendance d’Israël, etc.

Mais, dans tous ces cas, les plis avec des affranchissements normaux des mêmes émissions, beaucoup plus difficiles à trouver, sont toujours les plus recherchés. Par exemple un pli de la Libération, avec un timbre ordinaire de 1F50 ou de 1F20 de Pétain surchargé d’une croix de Lorraine est toujours préféré par un historien postal, à une lettre affranchie de toutes les valeurs de la même émission. Les plis avec « affranchissements multiples » ne sont à garder par les historiens postaux qu’à défaut de plis "nature".
Le champ de l’Histoire postale, évoqué ici de façon encore très incomplète, est donc particulièrement vaste. Aussi, en ce domaine, seules peuvent être entreprises par chaque collectionneur, une ou plusieurs collections spécialisées.